# Juventas
Juventas, equivalente romano da deusa Hebe (em grego antigo: Ήβη, transl.: Hēbē), é a deusa da juventude, filha legítima de Júpiter (Zeus) e Juno (Hera). Casou-se com Hércules (Héracles) após ser imortalizado, tendo dois filhos Anicetus (Anikêtos) e Alexiares (Alexiarês).